# Dolores O'Riordan
Dolores Mary Eileen O'Riordan Burton (Ballybricken, Limerick, Irlanda, 6 de setembre de 1971 - Londres, Anglaterra, 15 de gener de 2018) fou una cantant i guitarrista irlandesa. O'Riordan fou coneguda per la seva veu mezzosoprano, el seu estil a l'hora de cantar, pel seu iòdel i el seu fort accent de Limerick. Va ser jutge del programa de televisió The Voice of Ireland durant la temporada de 2013-2014.
El maig de 2017 Dolores va declarar que se li havia diagnosticat un trastorn bipolar.

## Carrera

### The Cranberries
Va ser la líder del grup irlandès de rock alternatiu The Cranberries, conegut en l'àmbit mundial, durant tretze anys, fins que la banda va fer un parèntesi el 2003, i es va tornar a reunir l'any 2009.

### En solitari
El seu primer àlbum en solitari, Are You Listening?, es va llançar el maig de 2007. Posteriorment, l'any 2009, va llançar No Baggage. El 2014, O'Riordan va unir-se a Jetlag (actualment D.A.R.K.) i va començar a gravar nous temes.

## Mort
El 15 de gener de 2018 el seu mànager informà que Dolores havia mort a 46 anys a Londres afegint que «els familiars se senten desolats en escoltar les últimes notícies i han sol·licitat privacitat en aquest moment tan difícil». De moment se sap que morí de forma sobtada. Al cap de poc, el grup The Cranberries, en un comunicat firmat pels altres tres integrants, Noel, Mike i Fergal, escrivien a Twitter: «Estem devastats per la mort de la nostra amiga Dolores. Va ser un talent extraordinari i ens sentim molt privilegiats d'haver format part de la seva vida des del 1989 quan vam començar els Cranberries. El món ha perdut avui una veritable artista.»

## Discografia

### AmbThe Cranberries
- 1993: Everybody else is doing it, so why can't we?[15]
- 1994: No need to argue[16]
- 1996: To the faithful departed[17]
- 1999: Bury the hatchet[18]
- 2001: Wake up and smell the coffee
- 2002: Stars: The Best of 1992 - 2002[19]
- 2012: Roses[20][21]
- 2017: Something Else

### En solitari
Àlbums
- 2007: Are you listening?
- 2009: No baggage

Senzills
- 2007: Ordinary day
- 2007: When we were young
- 2009: The journey
- 2009: Switch off the moment